# Commission de surveillance de la langue française
La Commission de surveillance de la langue française (CSLF) est un ancien organisme gouvernemental affilié au gouvernement du Québec, actif du 26 août 1977 au 1er février 1984, lorsqu'elle a été remplacée par la Commission de la protection de la langue française.
La commission a été surnommée par plusieurs la « police de la langue » puisqu'elle était chargée de veiller à l'application de la Charte de la langue française adoptée en 1977 par le Gouvernement René Lévesque et était à ce titre dotée de commissaires-enquêteurs et d'inspecteurs.

## Historique
La CSLF est créé lors de la sanction de la Charte de la langue française le 26 août 1977. À sa création le CSLF est géré par le Ministère du Conseil exécutif, dans sa première année ses dépenses s'élèvent à 132 229 $. Ce budget augmente dans les années suivantes à mesure que la Commission monte en puissance. Dans sa dernière année d'activité la Commission dépense 1,205 millions.

### Textes officiels
- Charte de la langue française, LQ 1977, c. 5  (lire en ligne, consulté le 27 novembre 2023)